# 愛德華·皮爾遜·拉姆齊
愛德華·皮爾遜·拉姆齊 FRSE FLS LLD（1842年12月3日—1916年12月16日）是一名澳洲動物學家，專門研究鳥類學。

## 早年生活
拉姆齊出生於雪梨長灣（Long Cove）的多布羅德莊園（Dobroyd Estate），曾就讀於聖馬克學院學校（St Mark's Collegiate School）和巴拉馬打國王學校。1863年至1865年，他在雪梨大學學習醫學，但沒有畢業。

## 職業生涯
雖然拉姆齊從未接受過任何正規的動物學科學訓練，但他對自然史有著濃厚的興趣，並發表了許多論文。1863年，他擔任新南威爾斯昆蟲學會的司庫；1865年7月，他向哲學學會提交了一篇關於《澳大利亞鳥類學》的論文；當該學會併入新南威爾斯皇家學會時，他被授予終身會員稱號，以表彰他為哲學學會所做的工作。
1868年，拉姆齊與他的兄弟們一起在昆士蘭州建立了一個蔗糖種植園，但並不成功。1874年，新南威爾斯林奈學會成立，拉姆齊是該學會的創始成員之一，並從成立之初到1892年一直擔任理事會成員。他是澳洲博物館的第一位在澳洲出生的館長，收藏了大量的土著武器、服飾、器皿和裝飾品，展示了玻里尼西亞和澳洲的人種學。1876年至1894年，他因健康狀況惡化而辭職，期間他出版了《雪梨澳大利亞博物館的澳大利亞鳥類目錄》，共分四部分。
1883年，拉姆齊前往倫敦參加國際漁業展覽會。當時，他遇到了軍事外科醫生法蘭西斯·戴，後者幾十年來一直在印度、緬甸、馬來西亞和南亞其他地區收集魚類。拉姆齊透過談判購買了戴的部分收藏，其中包括約150個戴的模式標本。
據推測，在同一次英國之行中，他還訪問了愛丁堡，因為他於1884年4月獲選為愛丁堡皇家學會普通會士（需要親自到場）。他的提名人是約翰·默里爵士、威廉·透納爵士、詹姆斯·蓋琪和威廉·姆因托什。

## 晚年生活
辭去館長職務後，拉姆齊擔任鳥類學家顧問為澳洲博物館服務，直到1909年。1916年12月16日，他因癌症去世，享年74歲。

## 外部連結
- Serle, Percival. . . Sydney: Angus and Robertson. 1949.
- Australian Museum Ramsay page （页面存档备份，存于）

| 政府职务                 | 政府职务                     | 政府职务                   |
| ------------------------ | ---------------------------- | -------------------------- |
| 前任者： 傑拉德·克雷夫特 | 澳洲博物館館長 1874年—1895年 | 繼任者： 小羅伯特·埃瑟里奇 |